# هاتشر هيوز
هاتشر هيوز (بالإنجليزية: Hatcher Hughes)‏ هو كاتب مسرحي ومؤلف وكاتب أمريكي، ولد في 12 فبراير 1881 في بولكفيل في الولايات المتحدة، وتوفي في 19 أكتوبر 1945 في نيويورك في الولايات المتحدة.

## وصلات خارجية
- هاتشر هيوز على موقع IMDb (الإنجليزية)
- هاتشر هيوز على موقع قاعدة بيانات برودواي على الإنترنت (الإنجليزية)